# Resolució 2249 del Consell de Seguretat de les Nacions Unides
La Resolució 2249 del Consell de Seguretat de les Nacions Unides, redactada per França, fou adoptada per unanimitat el 20 de novembre de 2015. El Consell va concloure que Estat Islàmic s'havia convertit en una amenaça invisible per a la pau i la seguretat mundials i també va condemnar els nombrosos atacs que el grup terrorista havia comès l'any 2015. Alhora va demanar als països que adoptessin totes les mesures necessàries per eliminar el terrorisme d'Estat Islàmic a Síria i a l'Iraq.

## Antecedents
Després de la votació el representant francès va recordar els atacs terroristes al seu país i va dir que a través d'aquesta resolució es va reconèixer l'extraordinària amenaça plantejada per Daesh (Estat islàmic). França estava decidida a combatre Daesh per tots els mitjans possibles, quedant així fidel als valors de les Nacions Unides. Això, però, havia d'anar acompanyat d'una transició política (a Síria) que impossibilitaria l'acció de Daesh. L'acció conjunta ara era possible en virtut de l'article 51 de la Carta de les Nacions Unides, que donava el dret als països a defensar-se d'un atac armat.
Rússia també estava disgustada amb els atacs, inclòs aquell al Sinaí a un avió de passatgers rus, i que treballaria amb altres països per sancionar els responsables. Per tant, recolzava la resolució francesa, tenint en compte també les esmenes que Rússia havia presentat. Va ser un pas cap a la formació d'un front ampli per erradicar les arrels del terrorisme. El país havia presentat un projecte de resolució semblant el 30 de setembre, però no havia estat conegut per la "miopia política d'alguns".

## Contingut
A causa de l'escalada dels atacs violents per grups d'ideologia extremista contra la població, violacions dels drets humans, destrucció i comerç de patrimoni cultural, control de grans parts del territori i dels recursos naturals de l'Iraq i Síria, i el reclutament de combatents a països molt lluny d'aquesta regió el Consell de Seguretat va considerar que Estat Islàmic era una amenaça sense precedents per a la pau i la seguretat internacionals. També es preveia que la situació es deteriorés encara més mentre no es trobés cap solució política per al conflicte a Síria.
El Consell va condemnar els atacs terroristes a Susa (Tunísia) el 26 de juny de 2015, a Ankara (Turquia) el 10 d'octubre de 2015, sobre el Sinaí (Egipte) el 31 d'octubre de 2015, del 12 de novembre a Beirut (Líban) el 12 de novembre de 2015 i a París (França) el 13 de novembre de 2015.
Es va cridar a tots els països a prendre totes les mesures necessàries de conformitat amb el dret internacional, per prevenir i frustrar els atacs terroristes i desmantellar les bases d'Estat Islàmic a l'Iraq i Síria. També es va instar a limitar l'afluència de combatents a l'Iraq i a Síria i tallar els fons per als grups terroristes.